# Frostvikenfjällen
Frostvikenfjällen este o arie protejată (arie specială de conservare — SAC, sit de importanță comunitară — SCI, arie de protecție specială avifaunistică — SPA) din Suedia întinsă pe o suprafață de 93.793,2 ha, integral pe uscat.

## Localizare
Centrul sitului Frostvikenfjällen este situat la coordonatele 64°38′52″N 14°42′45″E / 64.6478°N 14.7125°E.

## Înființare
Situl Frostvikenfjällen a fost declarat sit de importanță comunitară în decembrie 1995 pentru a proteja 1 specie de plante și 29 de specii de animale. Alte tipuri de protecție:
- arie de protecție specială avifaunistică (în decembrie 1996)[2]
- arie specială de conservare (în decembrie 2009)[1][3][4]

## Biodiversitate
Situată în ecoregiunile alpină și boreală, aria protejată conține 21 de habitate naturale: Formațiuni ierboase bogate în specii de Nardus, dezvoltate pe substraturi silicioase în zone montane (și în zone submontane, în Europa continentală), Pajiști boreale și alpine pe substrat silicios, Fânețe montane, Râuri de munte și vegetația erbacee de pe malurile acestora, Ape stătătoare oligotrofe până la mezotrofe, cu vegetație de Littorelletea uniflorae și/sau de Isoëto-Nanojuncetea, Turbării Aapa, Pajiști fino-scandinave uscate până la mezice, bogate în specii de altitudine mică, Grohotișuri calcaroase și de șisturi calcaroase de la nivelul montan până la nivelul alpin (Thlaspietea rotundifolii), Taiga vestică, Pășuni din zone de pădure fino-scandinave, Râuri naturale fino-scandinave, Liziere de ierburi înalte hidrofile de câmpie și de nivel montan până la alpin, Mlaștini turboase de tranziție și turbării mișcătoare, Păduri nordice subalpine/subarctice cu Betula pubescens ssp. czerepanovii, Mlaștini alcaline, Păduri fino-scandinave bogate în ierburi cu Picea abies, Pajiști alpine și boreale, Grohotișuri silicioase de la nivelul montan până la nivelul zăpezii (Androsacetalia alpinae și Galeopsietalia ladani), Mlaștini împădurite, Tufărișuri subarctice cu Salix spp., Pajiști alpine și subalpine calcaroase.
La baza desemnării sitului se află mai multe specii protejate:
- plante (1): Calamagrostis chalybaea
- păsări (24): minunița (Aegolius funereus), ciuf de câmp (Asio flammeus), cocoșul de mesteacăn (Bonasa bonasia), Charadrius morinellus, erete vânăt (Circus cyaneus), lebădă de iarnă (Cygnus cygnus), ciocănitoare neagră (Dryocopus martius), șoim de iarnă (Falco columbarius), Gallinago media, cufundar polar (Gavia arctica), cufundar mic (Gavia stellata), cocor (Grus grus), gușă albastră (Luscinia svecica), bufniță polară (Nyctea scandiaca), vultur pescar (Pandion haliaetus), notatița cu ciocul subțire (Phalaropus lobatus), bătăuș (Philomachus pugnax), ciocănitoare de munte (Picoides tridactylus), ploier auriu (Pluvialis apricaria), Sterna paradisaea, Surnia ulula, cocoșul de mesteacăn (Tetrao tetrix tetrix),  cocoș de munte (Tetrao urogallus), fluierar de mlaștină (Tringa glareola)
- mamifere (5): vulpe polară (Alopex lagopus), lupul (Canis lupus), gluton (Gulo gulo), vidră de râu (Lutra lutra), râs eurasiatic (Lynx lynx)